# Mirónides
Mirónides, hijo de Calias (en griego antiguo: Μυρωνίδης, Myronìdes; finales del siglo VI o inicios del siglo V a. C. – después del 455 a. C.), fue un general ateniense, activo a mediados del siglo V a. C. que adquirió gloria en la campaña dirigida en 457 a. C. contra los tebanos por haber abrazado estos el partido de los lacedemonios, enemigos de Atenas. Los tebanos
habían pedido ayuda a los espartanos para conquistar para su ciudad la hegemonía sobre toda Beocia. A cambio les prometieron que batallarían contra los atenienses.

## Biografía
Combatió en la segunda guerra médica, y participó como estratego, en este conflicto contra el imperio aqueménida, en la batalla de Platea (479 a. C.). Los historiadores discrepan sobre que el Mirónides de Platea y el de las campañas militares del 458 al 456 a. C. sean el mismo personaje.
Elegido estratego en el 458/457 a. C., dirigió un contingente de jóvenes y veteranos  contra los corintios, quienes junto con los pelopenesios habían invadido Megáride con un gran ejército y atacado Mégara, ciudad que tenía un tratado de alianza defensiva (simaquía), firmado con anterioridad, con Atenas. Mirónides venció a los invasores en una batalla no decisiva, según Diodoro. Tucídides afirma que el resultado fue incierto y que ambos ejércitos erigieron un trofeo. De esta victoria resultó la retirada momentánea de las tropas corintias, que pocos días después fueron vencidas en otra batalla en la que sufrieron numerosas bajas. A los pocos días tuvo lugar otra violenta batalla. Elegido estratego de nuevo en 457 a. C. infligió
una dura derrota a la Liga Beocia, en septiembre en la batalla de Enofita, sesenta y dos días después de la severa derrota sufrida en Tanagra. Mirónides los derrotó completamente, tomando por asalto Tanagra, y apoderándose de todas las ciudades de Beocia, a excepción de Tebas. Según Polieno,  en su marcha hacia Tebas hizo observar a sus tropas la vasta llanura que se extendía ante sus ojos, y les dio esperanzas de vencer, si eran capaces de aguantar la carga de la caballería sin huir. A continuación levantó el campo salió de Beocia, y emprendió una expedición contra los locros opuntios, a los que sometió, y después a los focidios. Después marchó contra Tesalia, puso asedio a la ciudad de Farsalia, la cual resistió, por lo que renunció a su planes en Tesalia y volvió a su patria, donde fue colmado de honores.
Según Diodoro Sículo, los atenienses le profesaban una gran admiración por su valor. El propio Diodoro elogió sus victorias comparándolas con las obtenidas por Temístocles, Milcíades y Cimón.
Es posible que fuese padre de Arquino, el político demócrata que ayudó a Trasíbulo a restaurar la democracia en Atenas en el 403 a. C., pero podría tratarse de un personaje homónimo.
Las campañas militares de Mirónides contribuyeron a que en el 455/454 a. C., el imperio ateniense alcanzara su máxima extensión. Al norte, Atenas controlaba Beocia, Dóride y Fócide; era dueña del Golfo Sarónico gracias al dominio de Egina y Mégara; en el golfo de Corinto, Naupacto, Pegas y parcialmente Acarnania, estaban sometidas; las regiones peloponesias de Argos y Acaya eran sus aliadas; numerosas islas y polis de Asia Menor formaban parte de a la Liga de Delos, y la flota ateniense dominaba el Mar Egeo.